# Казали Вентурини (Удине)
Казали Вентурини је насеље у Италији у округу Удине, региону Фурланија-Јулијска крајина.
Према процени из 2011. у насељу је живело 34 становника. Насеље се налази на надморској висини од 208 м.